# Гарви, Дэн Эдвард
Дэн Э́двард Га́рви (англ. Dan Edward Garvey; 19 июня 1886, Виксберг, Миссисипи — 5 февраля 1974, Тусон, Аризона) — американский политик, 8-й губернатор Аризоны.

## Биография
Дэн Эдвард Гарви родился 19 июня 1886 года в Виксберге, штат Миссисипи. Он учился в церковно-приходских школах штата, а в 1901 году окончил колледж Св. Алоизия. До 1930 года Гарви работал бухгалтером на железной дороге.
В 1909 году Гарви переехал в Тусон, штат Аризона, где в 1930 году стал членом муниципального совета. В 1935 году он был избран казначеем округа Пима, а в 1938 году — казначеем Тусона. В 1940 году Гарви переехал в Финикс, где работал помощником секретаря штата Гарри Мура. В 1942 году, после смерти Мура, Гарви был назначен на его должность.
25 мая 1948 года губернатор Сидни Осборн умер в своём кабинете, и, как секретарь штата, Гарви стал исполняющим обязанности губернатора Аризоны. Наиболее значимым событием во время исполнения Гарви обязанностей губернатора в должности губернатора было постановление Верховного суда Аризоны, которое предоставляло индейцам в резервациях право голоса на первичных выборах.
Гарви был переизбран на пост губернатора 4 ноября 1948 года, и был приведён к присяге 3 января 1949 года. Во время его губернаторства были приняты новые правила дорожного движения, была создана детская колония и увеличилось финансирование системы высшего образования. Гарви покинул свой пост 1 января 1951 года после поражения на выборах в 1950 году.
После отставки Гарви был назначен администратором аризонского отделения Корпорации финансирования реконструкции, а в 1955 году губернатором Эрнестом Макфарлендом был назначен государственным экспертом, кем и работал до своей отставки в 1969 году. Гарви умер 5 февраля 1974 года и был похоронен в Тусоне, штат Аризона.